# Приз имени Боба Коузи
Приз имени Боба Коузи (англ. Bob Cousy Award) — это ежегодная награда, вручаемая Залом славы баскетбола имени Джеймса Нейсмита лучшему разыгрывающему защитнику в студенческом мужском баскетболе. Премия названа в честь легендарного разыгрывающего «Бостон Селтикс», шестикратного чемпиона НБА, Боба Коузи.
Первоначальный список претендентов формируется по итогам голосования среди тренеров студенческих команд. Они выбирают шестнадцать лучших разыгрывающих (двенадцать из I дивизиона и по два игрока из II и III дивизионов), затем комитет из тридцати человек, который назначается Залом славы баскетбола, выбирает победителя из этого списка. В комитет входят тренеры, журналисты и сам Боб Коузи.
Джамир Нельсон из университета Сент-Джозефс был первым обладателем этой награды. В 2010 году почётную премию получил венесуэлец Грейвис Васкес, став первым не американцем, выигравшим этот приз. Чаще других победителями в данной номинации становились баскетболисты университета Северной Каролины в Чапел-Хилл (3 раза) и университета Коннектикута (2 раза). Действующим обладателем этой премии является Джа Морант из университета штата Кентукки в Маррее.